# Томашевська вулиця
Томаше́вська ву́лиця — вулиця в Деснянському районі міста Києва, місцевість Куликове. Пролягає від Мостищанської вулиці до кінця забудови. Прилучається Квартальна вулиця.

## Історія
Вулиця виникла в середині XX століття під назвою Нова, сучасну назву набула 1957 року. Первісно простягалася від Бігової до Крайньої вулиці.
У другій половині 1970-х роках під час знесення старої забудови селища Куликове та будівництва житлового масиву була суттєво вкорочена (до нинішніх розмірів), а сама вулиця була офіційно ліквідована 1978 року.
У 2009 році назву вулиці було відновлено.
До вулиці відноситься 2 приватних будинки — № 11 та 13.